# Rocketeer (singolo)
Rocketeer è un brano musicale del gruppo Far East Movement, estratto come secondo singolo dall'album del 2010, Free Wired. Prodotto dai Stereotypes e i The Smeezingtons (trio musicale di cui è componente Bruno Mars), si avvale della collaborazione di Ryan Tedder, frontman dei OneRepublic.
In risposta ad una nascente polemica che accusava il brano di condividere troppe particolarità con Somebody to Love di Justin Bieber, il gruppo ha replicato tramite Twitter che entrambi i pezzi si avvalgono della stessa squadra di produzione, i Stereotypes. Rocketeer, stando al loro verdetto, sarebbe il modello del brano di Bieber, e prodotto anteriormente a questo.

## Video
Il video musicale è localizzato nella città bassa di Los Angeles, metropoli che il gruppo ha citato come fonte d'ispirazione del brano. Diretto da Marc Klasfeld, è stato presentato sul canale VEVO della band il 29 ottobre 2010 e accoglie un'apparizione di DJ Quik.

## Tracce
Singolo digitale
1. Rocketeer (feat. Ryan Tedder) – 3:31